# René Génin (acteur)
Pour les articles homonymes, voir Génin.
René Génin est un acteur français, né le 25 janvier 1890 à Aix-en-Provence et mort le 24 octobre 1967 à Paris.

## Biographie
René Génin fut un second rôle très populaire pendant près de vingt années. Dans sa filmographie, on peut relever : L'assassin habite au 21 (1942), Goupi Mains Rouges (1943) et La Cage aux rossignols (1944). Il lui était souvent donné des rôles de curé de campagne.
Il repose au cimetière Saint-Pierre d'Aix-en-Provence. Son épouse est morte en 1986.

## Filmographie

### Années 1930
- 1931 : L'Amour à l'américaine de Claude Heymann
- 1931 : En zinc sec de Louis Mercanton - (court métrage)
- 1933 : Deux picon-grenadine de Pierre-Jean Ducis - (court métrage)
- 1933 : Gudule de Pierre-Jean Ducis - (court métrage)
- 1933 : La Fusée de Jacques Natanson
- 1933 : Le Dernier Preux de Pierre-Jean Ducis - (court métrage)
- 1934 : La Prison de Saint-Clothaire de Pierre-Jean Ducis - (court métrage)
- 1934 : Quatre à Troyes de Pierre-Jean Ducis - (court métrage)
- 1934 : Le Cavalier Lafleur de Pierre-Jean Ducis
- 1934 : Un petit trou pas cher de Pierre-Jean Ducis - (court métrage)
- 1934 : Le Centenaire de Pierre-Jean Ducis - (court métrage)
- 1934 : L'Auberge du petit dragon de Jean de Limur
- 1935 : Cocaïne de Louis S. Licot - (court métrage)
- 1935 : Le Vertige de Paul Schiller
- 1935 : Ferdinand le noceur de René Sti
- 1935 : Le Crime de Monsieur Pégotte de Pierre-Jean Ducis - (court métrage)
- 1935 : Jim la Houlette d'André Berthomieu
- 1935 : La Famille Pont-Biquet de Christian-Jaque
- 1935 : Méfiez-vous des amis de Michel Einert - (court métrage)
- 1935 : Les Deux Docteurs de Pierre-Jean Ducis - (court métrage)
- 1935 : La Clef des champs de Pierre-Jean Ducis - (court métrage)
- 1935 : Les Gaietés de la finance de Jack Forrester
- 1936 : Le Parapluie de Monsieur Bec (Le Collier du Grand Duc) de Robert Péguy (court métrage)
- 1936 : Le Crime de Monsieur Lange de Jean Renoir
- 1936 : Les Mutinés de l'Elseneur de Pierre Chenal
- 1936 : Haut comme trois pommes de Ladislas Vajda et Pierre Ramelot
- 1936 : Une fille à papa de René Guissart
- 1936 : Jenny de Marcel Carné
- 1936 : Les Jumeaux de Brighton de Claude Heymann : L'encaustiqueur
- 1936 : 27, rue de la Paix de Richard Pottier
- 1936 : Les Bas-fonds de Jean Renoir
- 1936 : Les Croquignolle de Robert Péguy - (court métrage)
- 1937 : François Ier de Christian-Jaque
- 1937 : L'Homme de nulle part de Pierre Chenal
- 1937 : Vous n'avez rien à déclarer ? de Léo Joannon
- 1937 : Le Choc en retour de Georges Monca et Maurice Kéroul : un ouvrier
- 1937 : Nuits de feu de Marcel L'Herbier
- 1937 : La Danseuse rouge de Jean-Paul Paulin
- 1937 : Un carnet de bal de Julien Duvivier
- 1937 : Gribouille de Marc Allégret
- 1937 : Drôle de drame de Marcel Carné
- 1937 : Un déjeuner de soleil de Marcel Cravenne
- 1937 : Le Gagnant de Yves Allégret - (moyen métrage)
- 1938 : Orage de Marc Allégret
- 1938 : L'Innocent de Maurice Cammage
- 1938 : Nuits de prince de Vladimir Strijewski
- 1938 : Ramuntcho de René Barberis
- 1938 : Les Gens du voyage de Jacques Feyder
- 1938 : Les Disparus de Saint-Agil de Christian-Jaque
- 1938 : Le Quai des brumes de Marcel Carné
- 1938 : L'Accroche-cœur de Pierre Caron
- 1938 : Ernest le rebelle de Christian-Jaque
- 1938 : Sommes-nous défendus ? de Jean Loubignac
- 1938 : La Vierge folle d'Henri Diamant-Berger
- 1939 : Raphaël le tatoué de Christian-Jaque
- 1939 : Mon oncle et mon curé de Pierre Caron : le curé
- 1939 : L'Entraîneuse de Albert Valentin
- 1939 : Le Jour se lève de Marcel Carné
- 1939 : Fric-Frac de Maurice Lehmann
- 1939 : Jeunes Filles en détresse de Georg Wilhelm Pabst : Le concierge du ministère
- 1939 : Dernière Jeunesse de Jeff Musso
- 1939 : La Charrette fantôme de Julien Duvivier
- 1939 : Le Paradis de Satan de Félix Gandéra

### Années 1940
- 1940 : Sur le plancher des vaches de Pierre-Jean Ducis
- 1940 : L'Homme qui cherche la vérité d'Alexander Esway
- 1940 : Pour le maillot jaune de Jean Stelli
- 1940 : La Comédie du bonheur de Marcel L'Herbier
- 1941 : Fromont jeune et Risler aîné de Léon Mathot
- 1941 : Le Valet maître de Paul Mesnier
- 1941 : L'Appel du stade de Marcel Martin - (court métrage)
- 1942 : Fièvres de Jean Delannoy
- 1942 : Le Moussaillon de Jean Gourguet
- 1942 : Retour au bonheur de René Jayet
- 1942 : La Loi du printemps de Jacques Daniel-Norman
- 1942 : Le journal tombe à cinq heures de Georges Lacombe
- 1942 : Mademoiselle Swing de Richard Pottier
- 1942 : L'assassin habite au 21 de Henri-Georges Clouzot
- 1942 : Patricia de Paul Mesnier
- 1943 : La Bonne Étoile de Jean Boyer
- 1943 : La Chèvre d'or de René Barberis
- 1943 : À la belle frégate de Albert Valentin
- 1943 : Untel Père et Fils de Julien Duvivier
- 1943 : Goupi Mains Rouges de Jacques Becker
- 1943 : Adémaï bandit d'honneur de Gilles Grangier
- 1943 : Mon amour est près de toi de Richard Pottier
- 1943 : L'Homme de Londres de Henri Decoin
- 1943 : Pierre et Jean d'André Cayatte
- 1944 : L'aventure est au coin de la rue de Jacques Daniel-Norman
- 1944 : Le Voyageur sans bagage de Jean Anouilh
- 1944 : La Collection Ménard de Bernard Roland
- 1945 : Paméla, de Pierre de Hérain
- 1945 : Les Caves du Majestic de Richard Pottier
- 1945 : L'Invité de la onzième heure de Maurice Cloche
- 1945 : La Cage aux rossignols de Jean Dréville : Le père Maxence
- 1945 : Le Roi des resquilleurs de Jean-Devaivre
- 1945 : L'Enquête du 58 de Jean Tedesco - (court métrage)
- 1946 : Le Dernier Sou de André Cayatte
- 1946 : Au pays des cigales de Maurice Cam
- 1946 : Jéricho de Henri Calef
- 1946 : La Rose de la mer de Jacques de Baroncelli : Néel
- 1946 : Le Bateau à soupe de Maurice Gleize
- 1946 : Le Pavillon de la folle de Jean Gourguet - (moyen métrage)
- 1947 : Les gosses mènent l'enquête de Maurice Labro
- 1947 : Le Beau Voyage de Louis Cuny
- 1947 : La Maison sous la mer de Henri Calef
- 1947 : Le Village perdu de Christian Stengel
- 1947 : Les Amants du pont Saint-Jean de Henri Decoin
- 1948 : Fiacre 13 de Raoul André et Mario Mattoli
- 1948 : Les Bienfaits de Monsieur Ganure d'André Hugon - (court métrage)
- 1949 : Les Dieux du dimanche de René Lucot
- 1949 : Les Amants de Vérone d'André Cayatte
- 1949 : L'Inconnu d'un soir d'Hervé Bromberger
- 1949 : Les Vagabonds du rêve de Charles-Félix Tavano
- 1949 : La Ferme des sept péchés de Jean-Devaivre
- 1949 : La Passagère de Jacques Daroy
- 1949 : Tête blonde de Maurice Cam

### Années 1950
- 1950 : Amour et Compagnie de Gilles Grangier
- 1950 : L'Atomique Monsieur Placido de Robert Hennion
- 1950 : Dieu a besoin des hommes de Jean Delannoy
- 1950 : Le Trésor de Cantenac de Sacha Guitry
- 1950 : Tu m'as sauvé la vie de Sacha Guitry
- 1951 : Monsieur Octave de Maurice Téboul
- 1951 : Sous le ciel de Paris de Julien Duvivier
- 1951 : Juliette ou la Clé des songes de Marcel Carné
- 1951 : Les Amants de bras-mort de Marcello Pagliero
- 1951 : Le Clochard milliardaire de Léopold Gomez
- 1951 : L'Aiguille rouge de Emil-Edwin Reinert
- 1951 : Le Garçon sauvage de Jean Delannoy
- 1951 : La Table-aux-crevés de Henri Verneuil
- 1951 : Piédalu à Paris de Jean Loubignac
- 1952 : Éternel espoir de Max Joly
- 1952 : Brelan d'as de Henri Verneuil, dans le sketch "Le mort dans l'ascenseur"
- 1952 : Le Fruit défendu de Henri Verneuil
- 1952 : La Minute de vérité de Jean Delannoy
- 1952 : Le Secret d'une mère de Jean Gourguet
- 1953 : Le Boulanger de Valorgue de Henri Verneuil
- 1953 : Le Chemin de la drogue de Louis S. Licot
- 1953 : Quand te tues-tu ? de Émile Couzinet
- 1953 : La Route Napoléon de Jean Delannoy
- 1954 : Le Mouton à cinq pattes de Henri Verneuil
- 1954 : Cadet Rousselle de André Hunebelle
- 1955 : Casse-cou, mademoiselle de Christian Stengel
- 1955 : Le Dossier noir de André Cayatte
- 1956 : Si Paris nous était conté de Sacha Guitry
- 1956 : Paris Palace-Hôtel de Henri Verneuil
- 1958 : Le désir mène les hommes de Mick Roussel
- 1958 : La loi, c'est la loi de Christian-Jaque

### Années 1960
- 1960 : Les Yeux sans visage de Georges Franju
- 1960 : Classe tous risques de Claude Sautet
- 1960 : Crésus de Jean Giono
- 1961 : Cocagne de Maurice Cloche
- 1962 : La Chambre ardente de Julien Duvivier
- 1962 : Mon oncle du Texas de Robert Guez
- 1962 : La Salamandre d'or de Maurice Regamey
- 1963 : Judex de Georges Franju
- 1964 : Jaloux comme un tigre de Darry Cowl
- 1965 : Cent briques et des tuiles de Pierre Grimblat

### Télévision
- 1965 : La Misère et la Gloire de Henri Spade
- 1965 : Les Cinq Dernières Minutes : Napoléon est mort à Saint-Mandé de Claude Loursais
- 1965 : Frédéric le gardian

## Théâtre
- 1947 : Revue de Rip, mise en scène Robert Pisani, théâtre de l'Étoile
- 1949 : Les Bonnes Cartes de Marcel Thiébaut, mise en scène Pierre Bertin, théâtre Gramont
- 1949 : Tu m'as sauvé la vie de Sacha Guitry, mise en scène de l'auteur, Théâtre des Variétés
- 1951 : Vogue la galère de Marcel Aymé, mise en scène Georges Douking, théâtre de la Madeleine
- 1951 : Le Sabre de mon père de Roger Vitrac, mise en scène Pierre Dux, théâtre de Paris
- 1952 : Pauvre Monsieur Dupont de Raymond Vincy, mise en scène Alice Cocéa, théâtre de l'Ambigu
- 1954 : Adorable Julia de Marc-Gilbert Sauvajon et Guy Bolton d'après Somerset Maugham, mise en scène Jean Wall, théâtre du Gymnase
- 1959 : La Collection Dressen de Harry Kurnitz, adaptation Marc-Gilbert Sauvajon, mise en scène Jean Wall, théâtre de la Madeleine
- 1962 : Adorable Julia de Marc-Gilbert Sauvajon et Guy Bolton d'après Somerset Maugham, mise en scène Jean Wall, au Théâtre Sarah Bernhardt (Paris)